# Il mondo di Francesca
Il mondo di Francesca è il secondo album di DJ Francesco, pubblicato nel 2005. Il primo e unico singolo estratto dall'album è stato Francesca (Francesco Facchinetti, Alberto Rapetti, Davide Primiceri) che è arrivato, in Italia alla posizione numero 13.

## Tracce
1. Ridere ridere – 3:12
2. Francesca – 3:27
3. La musica è l'unica cosa – 2:45
4. Dinamo – 3:08
5. Il panettiere – 3:09
6. Sono tatuato – 2:25
7. Un mondo migliore – 2:48
8. Il tempo passa – 2:44
9. Viva la biga – 2:14
10. Ciao mamma (cover di Jovanotti) – 3:33
11. Il mondo di Francesca (feat. Max Pezzali) – 3:36
12. La musica (L'unica cosa) – 2:40